# Суат Аталик
Суат Аталик (тур. Suat Atalık;; нар. 10 жовтня 1964, Стамбул) – турецький шахіст, гросмейстер від 1994 року.

## Шахова кар'єра
Перший турецький шахіст, який отримав титул гросмейстера. У своїй кар'єрі досягнув багатьох турнірних успіхів, перемігши або поділивши 1-ше місце, зокрема, в таких містах, як: Будапешт (1992), Сату-Маре (1994), Кардиця (1994), Гастінгс (турнір майстри) (1995), Егіна (1996), Пекін (1996), Ікарія (1997), Любляна (1997), Чикаго (1997), Будапешт (1998), Алушта (1999), Лос-Анджелес (1999), Беблінген (2000), Нова Гориця (2000), Подлехник (2001), Мар-дель-Плата (2003), баден-Баден (2003), Зениця (2004, 2005, 2006), Одеса (2004), Пула (2005), Оберварт (2005), Кавала (2005), Берклі (2005), Вейк-ан-Зеє (2006, турнір C) і Анталья (2006). 2006 року посів 2-ге місце (позаду Михайла Гуревича) на чемпіонаті Туреччини. У 2007 році поділив 1-ші місця в Каннах, Валево і Сараєво (турнір Bosna B) і завоював золоту медаль на чемпіонаті країни.
У 1984-1986 роках у світовому рейтинг-листі ФІДЕ був записаний як представник Франції. У 1984-2006 роках дев'ять разів узяв участь у шахових олімпіадах (двічі – 2002, 2004 - у складі команди Боснії і Герцеговини через конфлікт з національною шаховою федерацією). У своєму активі має бронзову медаль, яку виборов у 1988 році в особистому заліку на 1-й шахівниці. У 1997-2007 роках чотири рази виступив на командному чемпіонаті Європи (2003 року в складі збірної Боснії та Герцеговини), завоювавши 2 медалі: золоту (1997) і бронзову (1999), обидві в особистому заліку на 1-й шахівниці. 
Найвищий рейтинг Ело в кар'єрі мав станом на 1 квітня 2006 року, досягнувши 2632 очок займав тоді 82-ге місце в світовому рейтинг-листі ФІДЕ, одночасно займаючи 2-ге місце (позаду Михайла Гуревича) серед турецьких шахістів.

## Особисте життя
У листопаді 2005 року одружився з російською шахісткою Катериною Половниковою, чемпіонкою Європи 2006 року.

## Зміни рейтингу
| На цьому місці має відображатися графік чи діаграма, однак з технічних причин його відображення наразі вимкнено. Будь ласка, не видаляйте код, який викликає це повідомлення. Розробники вже працюють для того, щоби відновити штатне функціонування цього графіка або діаграми. | |
| | На цьому місці має відображатися графік чи діаграма, однак з технічних причин його відображення наразі вимкнено. Будь ласка, не видаляйте код, який викликає це повідомлення. Розробники вже працюють для того, щоби відновити штатне функціонування цього графіка або діаграми. |